# 浮谷神社
浮谷神社（うきやじんじゃ）は、埼玉県さいたま市岩槻区の神社。

## 歴史
創建年代は不明である。ただ当地の某旧家の世代が20世紀末時点で19代に及ぶこと、別の旧家では大坂の陣の大坂城落城の後に移り住んだという伝承から、安土桃山時代から江戸時代初期にかけての時期に創建されたものと推測される。
1873年（明治6年）、近代社格制度に基づく「村社」に列せられ、1909年（明治42年）の神社合祀により、周辺の4社が合祀された。その際に「久伊豆社」から「浮谷神社」に改称した。

## 交通アクセス
- 路線バス目白大学入口停留所より徒歩4分。